# مصطفى خميني (مقاطعة تشالوس)
مصطفي خميني (بالإنجليزية: Shahrak-e Mostafa Khomeyni, Mazandaran)‏ هي منطقة سكنية تقع في مازندران في إيران. يقدر عدد سكانها بـ 1,224 نسمة .